# Pflegamtshaus (Pfaffenhausen)

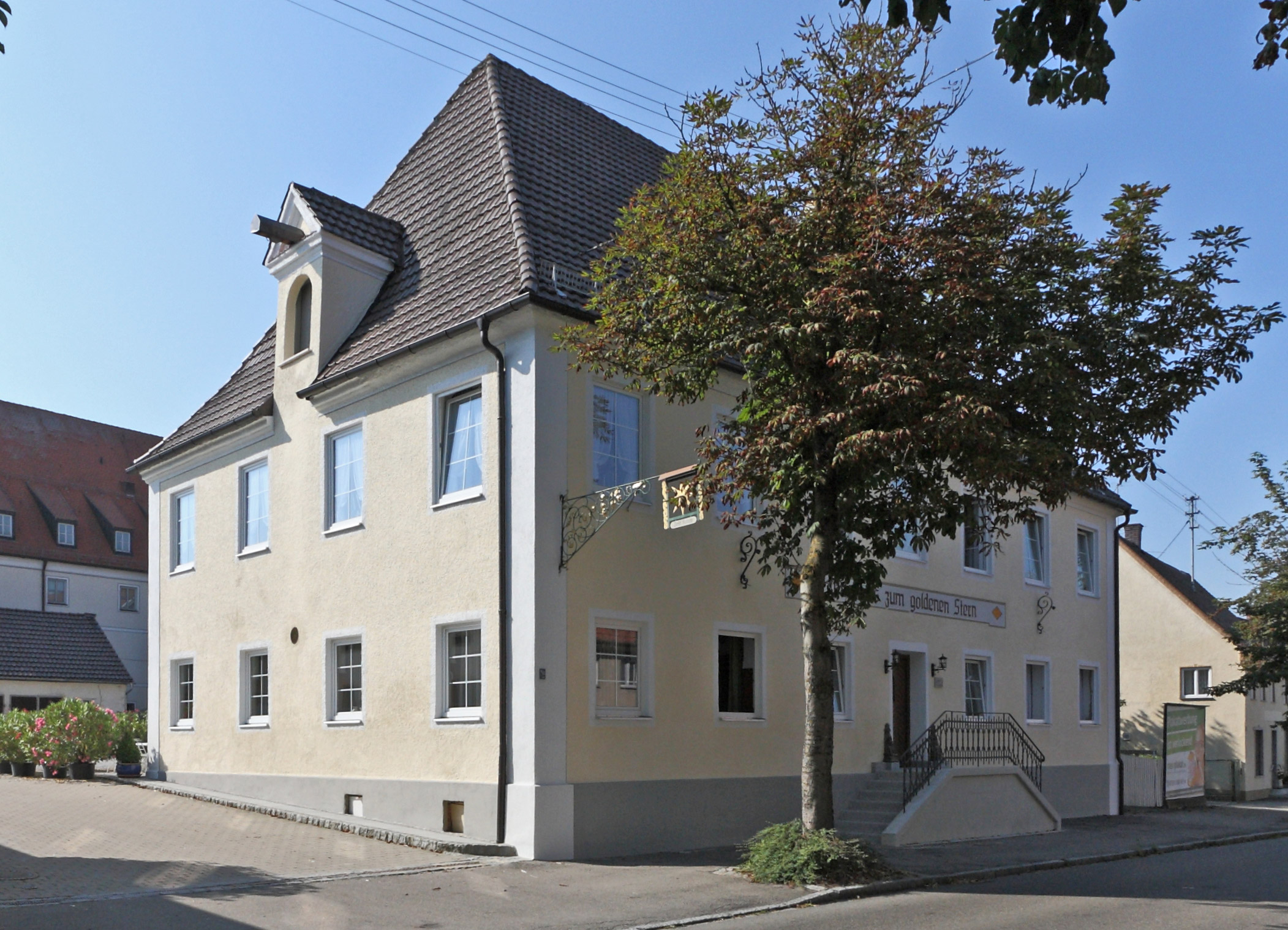
Pfaffenhausen Hauptstr12 NO

Das ehemalige Pflegamtshaus im oberschwäbischen Pfaffenhausen im Landkreis Unterallgäu ist heute das Gasthaus zum goldenen Stern. Es wurde um 1734 von Franz Xaver Kleinhans erbaut. Auch Johann Georg Fischer war an dem Bau beteiligt. Es enthielt im Erdgeschoss Amts- und Gerichtsräume, im Obergeschoss befand sich die Wohnung des Pflegeverwalters. Von 1807 bis 1828 wurde das Pflegamtshaus als Pfarrhof genutzt, seitdem ist es ein Gasthaus.

## Baubeschreibung
Der zweigeschossige Bau mit sieben zu vier Achsen besitzt ein profiliertes Traufgesims und ein Walmdach. Die Traufseite ist in Richtung Marktstraße gerichtet. An den Ecken befinden sich flache Lisenen mit Kratzputzdekor am oberen Ende. In der Mitte der Hauptfront ist eine Tür eingelassen. Davor befindet sich eine erneuerte zweiläufige Treppe und in der Mitte der östlichen Schmalseite ein neubarocker Aufzugsgiebel mit Rundbogenöffnung und ein profiliert gerahmter Dreiecksgiebel.
Im Erdgeschossflur ist in die Wand eine eiserne Ofenplatte mit dem Wappen des Abtes Honorat Goehl von Ottobeuren eingelassen, bezeichnet mit „H.A.M.O.T./1792“. An der Decke hängt ein aus Holz geschnitztes Zunftzeichen mit Metallemblem aus der ersten Hälfte des 19. Jahrhunderts. Das reich geschnitzte Geländer mit übereckgestelltem Baluster der zweiläufigen Treppe stammt aus der Zeit um 1734. Eine hölzerne, gefasste Kreuzigungsgruppe an der Treppenhauswand wurde um 1720 bis 1730 geschaffen. An der Wand des Flures im ersten Stock befindet sich eine neugotische eiserne Ofenplatte aus dem 19. Jahrhundert mit einer Muttergottes zwischen Petrus und Paulus.